# Tellervo petiverana
Tellervo petiverana är en fjärilsart som beskrevs av Doubleday 1847. Tellervo petiverana ingår i släktet Tellervo och familjen praktfjärilar. Inga underarter finns listade i Catalogue of Life.